# Беневентське князівство
Беневентське князівство (лат. Principatus Beneventi) — правонаступник лангобардського Беневентського герцогства, єдина лангобардська територія, яка продовжувала існувати як окрема держава і зберігла свою фактичну незалежність після падіння Лангобардського королівства в VIII столітті від рук франків. На початку XI століття Беневентське князівство зменшилось в розмірах через поділи і було повністю захоплене норманським найманцем Робертом Гвіскаром у 1053 році.

## Падіння лангобардів
У 758 році король Дезидерій ненадовго захопив Сполето і Беневенто, але після завоювання Карлом Великим Лангобардського королівства в 774 році Арехіс II спробував претендувати на королівську гідність і зробити Беневенто secundum Ticinum - другою Павією (стара ломбардська столиця). Побачивши, що це непрактично і приверне до себе увагу франків, він замість цього обрав титул принцепса (князь). У 787 році внаслідок облоги Салерно Карлом Великим він був змушений підкоритися франкському сюзеренітету. У цей час Беневенто був проголошений хроністом як Ticinum geminum — «близнюк Павії». Арехіс розширив римське місто, з новими стінами, що простягаються на південний захід від старого міста, де Арехіс зруйнував старі споруди для нового князівського палацу, відкритий двір якого все ще можна простежити в Piano di Corte акрополя. Подібно до своїх візантійських суперників, князі пов'язали палацовий комплекс із національною церквою Святої Софії.

Карта Європи 814 року після смерті Карла Великого

У 788 в Беневенто вторглися візантійські війська під командування Адельгіза, сина останнього лангобардського короля Дезидерія, який знайшов притулок у Константинополі. Але син Арехіса II, князь Грімоальд III за допомогою франків зміг відбити напад. У наступні роки франки самі кілька разів нападали на Беневенто, отримавши невеликі успіхи, зокрема приєднання К'єті до Сполетського герцогства.
В 814 Грімоальд IV був змушений принести васальну клятву Людовику I Благочестивому, потім цю клятву повторив його наступник Сікард (832—839). Цей васалітет був досить формальний, фактично беневентські князі не виконували своїх зобов'язань по відношенню до франкських монархів. Подальше ослаблення влади Каролінгів в Італії остаточно перетворило Беневенто в фактично незалежну державу.
За правління князя Сікарда Беневенто досягло вершини своєї могутності, у 838 році він підкорив собі Амальфі та змусив виплачувати данину Неаполітанське герцогство. В першій половині IX століття Беневенто дійсно стає «другою Павією» — межі міста значно розширилися, були побудовані Собор Святої Софії (як виклик Константинополю) і княжий палац.
Беневентанські герцоги, як і лангобардські королі, використовували для скріплення документів каблучки-печатки, і князі, можливо, продовжували використовувати їх до IX століття. Це свідчить про продовження (або наслідування) римських форм управління, а також про широке поширення писемності (або «субписемності»).

## Занепад через поділ і завоювання

Максимальні розміри Беневентського князівства близько 851 року

Коли в 839 році Сікарда було вбито, за владу в князівстві почалася громадянська війна. Брат Сікарда, Сіконульф, був проголошений князем у Салерно, а вбивця Радельчіс посів трон у Беневенто. Після 10 років громадянської війни імператор Людовик II припинив конфлікт, видавши указ про поділ князівства на два окремих: Беневентське князівство (з Молізе та Апулією на північ до Таранто) і Салернське князівство. У рамках поділу Капуя увійшла до складу останнього.
Криза посилилася початком мусульманських спустошень, першими сарацини були покликані Радельхісом, а згодом Сіконульфом у їхній десятилітній війні. Часто підштовхувані ворогуючими християнськими правителями, сарацини безуспішно атакували Неаполь і Салерно. Ісламська колонія в південному Лаціо була ліквідована лише в 915 році, після Битви при Гарільяно. У той же час, однак, Візантійська імперія відвоювала значну частину Південної Італії, починаючи з Барі, який вона повернула від сарацинів у 876 році, і врешті-решт піднявши свої феми під керівництвом стратегів до Італійського катепанату (999), ще більше зменшивши і без того занепадаючу владу Беневенто.
У 899 році Атенульф I Капуанський завоював Беневенто і об'єднав два герцогства. Він оголосив їх нероздільними та запровадив принцип співправління, згідно з яким сини були пов'язані зі своїми батьками, принцип, незабаром запозичений Салерно. Система працювала протягом більш як півстоліття, поки князь Пандульф I з 943 року не опинився єдиним правлячим князем Беневенто і Капуї. В 969 році він добився для Беневенто статусу архієпархії а пізніше йому вдалося ненадовго об'єднати усю «малу Лангобардію», після того, як він став князем Салерно в 978 році, а в 981 році отримав від Оттона II Сполетське герцогство об'єднавши, тим самим, всі чотири лангобардських держави Південної Італії.

Перед своєю смертю в 981 році, Пандульф I розділив свої володіння між синами. Ландульф IV отримав об'єднане Беневентське і Капуанське князівство, а також Сполетське герцогство, а Пандульф II — Салерно. Невдовзі Беневенто знову було відібрано, коли племінник Пандульфа I, Пандульф Старий збунтувався, вимагаючи свою частину спадщини. 

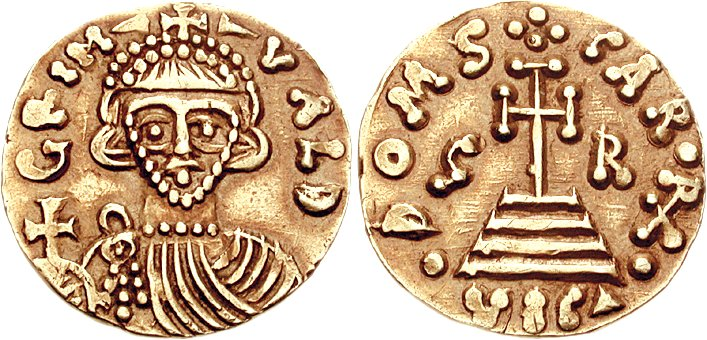
Солід Грімоальда III (788—806)

На початку XI століття Беневенто вже значно поступалося за територією і силі сусідам — Капуї і Салерно, що були тоді на підйомі. Близько 1000 року Беневенто все ще складався з 34 окремих округів. В 1022 році імператор Генріх II під час своєї південноіталійської кампанії захопив Капую і Беневенто, але після невдалої облоги Трої повернувся до Німеччини. У наступні десятиліття Беневенто не брав участі в політичному житті Південної Італії, в якій все більшу вагу набирали нормандці. В 1040 році син Беневентського князя Атенульф був запрошений лангобардами Апулії очолити їх повстання разом з нормандцями проти Візантії, але незабаром зрадив повсталих і перейшов на сторону Візантії, що остаточно позбавило Беневенто політичної ваги. В результаті громадяни Беневенто прогнали лангобардського князя і погодилися прийняти в якості правителя Папу Римського, що був до цього лише номінальним сувереном князівства. У 1040 році князь Салернський Гваймар IV заволодів Беневенто.

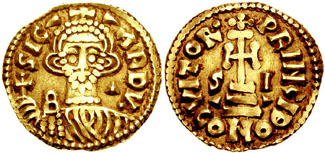
Солід Сікарда (832—839)

В 1053 місто Беневенто (єдине, що залишилося від колись великого князівства) було взято Робертом Гвіскаром, але потім повернуто папі Леву IX. Папа Лев IX та його наступники спочатку призначали князями низку лангобардів, поки Папа Григорій VII в 1078 році не віддав цей титул самому Гвіскару. Нарешті, у 1081 році Гвіскар повернув місто папі і Беневенто стало частиною папських володінь. Жодних герцогів чи князів з того часу не призначалось. 
Папська територія навколо міста Беневенто проіснувала до 1860 року, коли була інкорпорована у об'єднане Італійське королівство, тоді як усі інші території Беневентського князівства увійшли спочаку до складу нормандського Апулійського герцогства, а відтак нормандського Сицилійського королівства. При цьому з 1130 до 1806 року папський Беневенто існував як анклав, оточений з усіх боків територією спочатку Сицилійського, а потім Неаполітанського королівств.

## Список князів Беневентських

### Князі Беневентські
Також князі Капуанські з 900—981.
- Арехіз II (774—787)
- Грімоальд III (787—806)
- Грімоальд IV (806—817)
- Сіко I (817—832)
- Сікард (832—839)
- Радельхіз I (839—851)
- Радельгар (851—854)
- Адельчіз (854—878)
- Вайфер (878—881)
- Радельхіз II (881—884), перше правління
- Аюльф II (884—890)
- Орсо (890—891)

До візантійців. (891—895)
- Гі (895—897)
  - Петро (єпископ Беневенто) і регент (897)
- Радельхіз II (897—900), друге правління
- Атенульф I (900—910)
  - Ландульф I (901—910), співправитель
- Ландульф I (910—943)
  - Атенульф II, (911—940), співправитель
  - Ландульф II, (940—943), співправитель
  - Атенульф III (933—943), співправитель
- Ландульф II Червоний (943—961), співправитель з 940
  - Пандульф I Залізна Голова (943—961), співправитель
  - Ландульф III (959—961), співправитель
- Ландульф III (961—968)
  - Ландульф IV (968—981), співправитель
- Пандульф II (981—1014)
  - Ландульф V (987—1014), співправитель
- Ландульф V (1014—1033)
  - Пандульф III (1012—1033), співправитель
- Пандульф III (1033—1050)
  - Ландульф VI (1038—1050), співправитель

### Князі Беневентські під папською владою
- Рудольф (1053—1054)
- Пандульф III (1054—1059), вдруге
- Ландульф VI (1054—1077)
- Пандульф IV (1056—1074)

### Норманський князь Беневентський
- Роберт Гвіскар (1078—1081)